# NGC 484
NGC 484 este o galaxie eliptică, posibil lenticulară, situată în constelația Tucanul. A fost descoperită în 28 octombrie 1834 de către John Herschel.